# Cerapteryx rufo-costa
Cerapteryx rufo-costa är en fjärilsart som beskrevs av Tutt 1891. Cerapteryx rufo-costa ingår i släktet Cerapteryx och familjen nattflyn. Inga underarter finns listade i Catalogue of Life.